# Куфра
Куфра (араб. الكفرة‎) — группа оазисов в Ливии. Слово «Куфра» происходит от арабского слова «Кафир».
Куфра представляет собой группу оазисов, разбросанных в широкой эллиптической депрессии: длиной около 50 км. и шириной около 20 км, известной как «Вади-эль-Кафра», ориентированной с северо-запада на юго-восток.
«Кафир» — это арабский термин для немусульман («неверных», буквально: «те, кто скрывал правду»). Неверными, подразумеваются бедуины племени тубу, населяющие этот регион.
Первоначально, в оазисе жили бедуины племени тубу. Около 30-х годов XIII века, они были выгнаны арабами из Киренаики. И племени тубу ничего не оставалось делать, кроме как мигрировать в горы Тибести.
Благодаря своему расположению, оазис всегда был важным транспортным узлом на пути караванов из регионов Тибести и Борку в Чаде; Ваддай в Судане, направляющихся к побережью Средиземного моря.
В 1930-х годах оазис был центром сопротивления итальянской колониальной власти. Уже во время Второй мировой войны, в марте 1941 года, итальянцы капитулировали перед войсками свободной Франции. Аэродром, построенный итальянцами, редко используется. 27 августа 2008 года здесь закончился угон самолёта, который после старта в Дарфуре был захвачен воздушными пиратами.
Через оазис, Куфра пролегает путь нелегальных мигрантов из Восточной Африки и Ближнего Востока к побережью Средиземного моря

## Орошаемое земледелие
В начале 1970-х годов, в оазисе Куфра начались работы: в рамках большого проекта, направленного на развитие сельского хозяйства в пустыне. Орошение обеспечивается за счет ископаемых вод Нубийской системы водоносных горизонтов. Это единственный доступный водный ресурс в этом районе. Спринклерные вращающиеся установки обеспечивают орошение участков поверхности диаметром около 1 км, хорошо видимых из космоса.
Это один из крупнейших сельскохозяйственных проектов Ливии. В Ливии только 2 процента земли получает достаточное количество осадков для земледелия, этот проект использует подземные водоносные горизонты. Ливийское правительство также реализовало проект под названием Великой рукотворной реки для транспортировки запасов этих подземных вод на побережье Средиземного моря, в частности, в Триполи и Бенгази. По состоянию на декабрь 2011 года чрезмерная эксплуатация водоносных горизонтов вызвала полное высыхание озера в оазисе.